# 測量船 (詩集)
『測量船』（そくりょうせん) は三好達治による日本の詩集。達治の処女詩集で39編の詩を収録している。1930年（昭和5年）に刊行された。新鮮なリリシズムと緻密な言語感覚で高く評価される。
叙情性と品格と西欧象徴詩の作風を兼ね備えた昭和の代表的名詩集。シャルル・ボードレールの影響を受けた新散文詩運動の中で書かれた詩を収める。純粋な叙情の底を一貫して流れるのは孤独な魂である。

## 概要
第一書房より、1000部、定価1円にて発行。「雪」「乳母車」「甃(いし)のうへ」など39編を収録。フランス詩の影響もうかがわせるが、それ以上に日本的抒情と古典的な優美さをもつ。また、達治の特徴である写生から立体的な言語の音楽性への追求も感じさせ、現代抒情詩の展開に大きな役割を果たした。
第一書房版の他に南北書園版、冬至書房版がある。また第一書房版はのちに日本近代文学館により復刻された。

## 評価
昭和初期の代表的詩集であり、三好達治は高く美しい言語感覚への高い評価を受ける。丸山薫は、「三好達治君は理解力の詩人である。彼に関する限りに於いて理解力はもはや直ちに創造への作用以外の何事でもないであらう。」と評価し、阪元越郎からは「ニヒリズムの中に転々としてゐるかのやうだった」ともいわれている。